# Jōdo shū
Jōdo-shū (浄土 宗, "La Escuela Tierra Pura"), también conocido como Budismo Jōdo, es una rama del Budismo de la Tierra Pura fundamentada en las enseñanzas del exmonje Tendai japonés, Hōnen. La escuela fue establecida en 1175 y es, junto con la escuela Jōdo Shinshū, la rama más practicada del budismo en Japón.

## Historia

### Fundador: Hōnen
Hōnen nació en 1133, el hijo de una familia prominente en Japón cuya ascendencia se remonta a los comerciantes de seda de China. Hōnen fue originalmente llamado Seishimaru, nombre inspirado en el Bodhisattva Mahāsattva Seishi (sánscrito: Mahasthamaprapta). Después de que un oficial rival asesinara a su padre en 1141, Hōnen fue iniciado en el monasterio de su tío a la edad de 9 años. Desde entonces, Hōnen vivió su vida como monje y finalmente estudió en el famoso monasterio del Monte Hiei.
Hōnen era muy respetado por su conocimiento y por su adherencia a los cinco preceptos, pero con el tiempo, Hōnen quedó insatisfecho con las enseñanzas de Tendai que aprendió en el Monte Hiei. Fue influenciado en gran forma por las escrituras del maestro chino Tierra Pura, Shan-tao. Hōnen se dedicó exclusivamente al Buda Amitābha (japonés: Amida) como se expresa a través de la práctica del nembutsu.
Con el tiempo, Hōnen reunió un gran número de discípulos y seguidores, especialmente mujeres, quienes habían sido excluidas de la práctica budista formal. Este grupo incluía a pescadores, prostitutas y adivinos. Hōnen también se distinguió por no discriminar a las mujeres que estaban menstruando, quienes en aquella época eran vistas como inmundas. Todo esto causó gran preocupación entre la élite religiosa y política de Kioto y, finalmente, el emperador Go-Toba emitió un decreto en 1207 para que Hōnen fuera exiliado a una parte remota de Japón y se le diera un nombre de un criminal. Algunos de los seguidores de Hōnen fueron ejecutados, mientras que otros, incluidos Benchō, Ryukan y Shinran, fueron exiliados a otras regiones de Japón lejos de Hōnen.
Eventualmente, Hōnen fue perdonado y regresó a Kioto en 1211, pero murió poco después en 1212, solo dos días después de escribir su famosa obra, el Documento De Una Hoja.

### Después de Hōnen
Debido a que Hōnen y sus discípulos en su gran mayoría fueron exiliados a provincias remotas, y debido a las diferencias en los antecedentes y el entrenamiento monástico, las enseñanzas comenzaron a tomar diferencias regionales. Algunas sub-escuelas murieron rápidamente, mientras que otras aún sobreviven en plena era moderna. La rama principal de la escuela Jōdo Shū comenzó con Benchō, discípulo de Hōnen, quien sería exiliado a Chinzei, en la isla de Kyushu. Allí, Benchō predicó activamente la doctrina de Hōnen mientras refutó lo que él consideraba desviaciones enseñadas por otros discípulos (particularmente la enseñanza polémica de "una sola recitación", fomentada por Kosai).
Otro monje llamado Ryōchū se convirtió en su discípulo durante un año, y luego difundió las enseñanzas de Benchō y Hōnen en todo Japón antes de llegar a la capital en Kamakura. Ryōchū fue quien ayudó a legitimar la "rama de Chinzei" de la escuela Jōdo Shū como la corriente principal, y está acreditado como el Tercer Patriarca de la escuela. Así mismo se refirió a Benchō, su maestro, como el Segundo Patriarca, después de Hōnen. Ryōchū también se encontró con Renjaku-bo, cuyo propio maestro Genchi, había sido otro discípulo de Hōnen. Renjaku-bo sintió que Genchi y Benchō habían estado completamente de acuerdo, por lo que voluntariamente unió su linaje con Ryōchū, ayudando a aumentar aún más su posición.
Jōdo Shū, a través del linaje Chinzei, continuó desarrollándose hasta llegar al octavo patriarca, Shōgei (聖 冏, 1341-1420) quien formalizó el entrenamiento de los sacerdotes (en lugar de entrenar bajo los linajes Tendai o Shingon), estableciéndose formalmente como una escuela independiente.

## Doctrina
El pensamiento Jōdo-shū está fuertemente influenciado por la idea de Mappō o "Era del Deterioro del Dharma". El concepto de Mappō indica que con el tiempo la sociedad se vuelve tan corrupta que las personas ya no pueden poner en práctica las enseñanzas del Buda. En el pensamiento medieval, los signos de la época de Mappō incluían guerras, los desastres naturales y la corrupción dentro de la sangha.
La escuela Jōdo-shū se fundó a finales del período Heian, en una época en la cual el budismo japonés se había involucrado profundamente en esquemas políticos, algunas personas vieron a monjes ostentar riqueza y poder. Al final del período Heian, estalló una guerra entre los clanes samurai del país, mientras que éstos se enfrentaban en cruentas batallas, la población sufría de terremotos y series de hambrunas.
Hōnen, por medio de las enseñanzas Jōdo-shū, buscó proporcionar a las personas una práctica budista simple y apropiada para una época degenerada, una práctica que cualquier persona pudiera hacer y seguir con el fin de dirigirse hacia la iluminación: la devoción al Buda Amitābha expresada en la repetición del nembutsu. A través de la gracia compasiva de Amitābha, los seres pueden renacer en su Tierra Pura (Sánscrito: Sukhavati) y continuar su camino hacia la Iluminación más fácilmente.
Hōnen no creía que las otras prácticas budistas estuvieran erradas, sino que no eran funcionales a gran escala, especialmente durante los tiempos difíciles de la fallecida época Heian.
La repetición del nembutsu es la práctica más fundamental en Jōdo-shū, la cual se deriva del Voto Original del Buda Amitābha. En la práctica doméstica, o en la liturgia del templo, puede recitarse el nembutsu en cualquier cantidad de estilos, incluyendo:
- Jūnen (十念, "Diez Recitaciones") - recitar el nembutsu diez veces, con la última recitación levemente alargada.
- Nembutsu Ichie (念仏一会, "Concentración de Nembutsu") - recitar el nembutsu tantas veces como sea posible en una sesión, independientemente del número.
- Nembutsu Sanshōrai (念仏三唱礼, "Tres Entonaciones de Alabanza") - un estilo que implica tres recitaciones prolongadas del nembutsu, seguido por una reverencia. Esto se repite dos veces más para un total de nueve recitaciones.

No obstante, en adición a esto, se alienta a que los practicantes tomen participación en prácticas "auxiliares", como la observación de los Cinco Preceptos, la meditación, el canto de sutras y otras buenas conductas. Sin embargo, no existe una regla estricta al respecto, ya que Jōdo-shū enfatiza que la compasión del Buda Amitābha se extiende a todos los seres que recitan el nembutsu, por lo que cada persona decide cómo observar estas prácticas auxiliares.
El Sutra de la Vida Infinita es la escritura budista central para el Budismo Jōdo-shū, y la base de la creencia en el Voto Original del Buda Amitābha. Así mismo, el Amitāyurdhyāna Sūtra (Sutra de la Atención Plena en el Buda Amitayus) y el Amitābha Sūtra son importantes para la escuela Jōdo-shū. Las escrituras de Hōnen, contenidas principalmente en el Senchaku-hongan-nembutsu-shū (a menudo abreviado como Senchakushū), son otra fuente que fundamentan el pensamiento Jōdo-shū. Igual de importante es el Ichimai-Kishōmon (一枚 起 請 ,"Documento De Una Hoja"), su último escrito. La mayor parte de lo que se conoce sobre Hōnen y su pensamiento se atribuye a la recopilación hecha en el siglo siguiente sobre sus dichos, el Senchakushū, y las cartas dirigidas a sus alumnos y discípulos.

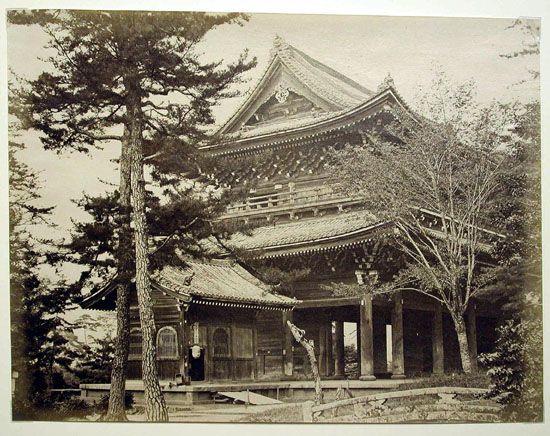
Chion-in, el templo central y más importante en la escuela Jōdo-shū.

Jōdo-shū, como otras escuelas budistas, mantiene un sacerdocio monástico profesional, que ayuda a dirigir la congregación, y también mantiene los templos conocidos como Chion-in. El director de la escuela Jōdo-shū es llamado monshu en japonés y vive en el templo principal de Chion-in, Kioto, Japón.

## Sub-escuelas
El linaje principal 'Chinzei' del Budismo Jodo Shu fue sostenido por el denominado "Segundo Patriarca" y discípulo de Honen, Benchō. Sin embargo, otros discípulos de Hōnen se ramificaron en una serie de otras sub-sectas e interpretaciones, particularmente después de que fueron exiliados en 1207:
- Shoku fundó la rama Seizan, que estructuró las enseñanzas budistas de forma jerárquica, con el nembutsu en la parte superior. Dado que sus enseñanzas eran compatibles con la escuela dominante Tendai, Shoku no fue exiliado.
- Ryukan, uno de los discípulos más antiguos de Honen, enfatizó en la eficacia del nembutsu como práctica y alentó a su frecuente recitación, lo que llevó a que sus enseñanzas fueran conocidas como las enseñanzas de la "escuela de las muchas recitaciones" o tanen-gi (多念義). Ryukan fue exiliado al este de Japón, donde murió en camino a su lugar de exilio.[3]
- Kōsai difundió la idea de que una sola recitación del nembutsu era todo lo necesario. Su doctrina de "una simple recitación" o ichinen-gi (一念) causó una gran controversia, y eventualmente Hōnen desautoriza a Kōsai y sus enseñanzas. Tiempo después fue exiliado a la isla de Shikoku.[3]
- Chosai, el último de los discípulos directos de Hōnen, consideraba que todas las prácticas budistas conducen al nacimiento en la Tierra Pura.
- Awanosuke el adivino, si bien nunca estableció una rama propia, es la persona a quien se le atribuye la implementación del rosario budista de doble cadena utilizado en Jōdo-shū, conocido como Juzu (数珠) en japonés.
- Shinran, fundó la línea Jōdo Shinshū, que diverge un tanto doctrinalmente, pero por lo demás está muy influenciada por Hōnen y sus enseñanzas. En Jōdo Shinshū, Hōnen es considerado el Séptimo Patriarca. Dependiendo del punto de vista, Shinran y Jōdo Shinshū pueden considerarse otra rama de Jōdo-shū.

## Distribución geográfica
Aunque la denominación Jōdo-shū se encuentra mayoritariamente en Japón, existe una considerable comunidad y misiones Jōdo-shū en Hawái, en Estados Unidos, y en el continente Sudamericano hay templos Jōdo-shū en Brasil.

## Literatura
- Matsunaga, Daigan, Matsunaga, Alicia (1996), Foundation of Japanese buddhism, Vol. 2: The Mass Movement (Kamakura and Muromachi Periods), Los Angeles; Tokyo: Buddhist Books International, 1996. ISBN 0-914910-28-0
- Hisao Inagaki, Harold Stewart (transl.): The Three Pure Land Sutras, Berkeley: Numata Center for Buddhist Translation and Research 2003. ISBN 1-886439-18-4